# Western Maryland

Kaart met Maryland paars gekleurd. Western Maryland zit ingeklemd tussen West Virginia en Pennsylvania.

Western Maryland (Nederlands: West-Maryland of Westelijk Maryland), ook wel bekend als Maryland Panhandle, is het deel van de Amerikaanse staat Maryland dat bestaat uit de county's Frederick, Washington, Allegany en Garrett. De regio wordt begrensd door de Mason-Dixonlijn in het noorden, West Virginia in het westen en de rivier de Potomac in het zuiden. Er is enige onenigheid over de grenzen van Western Maryland. Voor de meesten uit de regio Baltimore-Washington is alles ten westen van Frederick-stad het gebied van Western Maryland, terwijl de inwoners van de county's Allegany en Garrett Sideling Hill als de grens tussen Western Maryland beschouwen, wat in de volksmond "Down-State" wordt genoemd. Volgens de census van 2007 had Western Maryland in datzelfde jaar, in de vier county's  bij elkaar, 472.039 inwoners, samen en bij elkaar 8.4 procent van het totale aantal inwoners van de staat. De oppervlakte bedraagt 5.683,43 km², oftewel 22,45% van het oppervlaktegebied. Slechts 21,7% inwoners van het gebied wonen in de twee westelijkste county's Allegany en Garrett, de overige 78,3% woont in de twee oostelijkste en verstedelijkte county's Frederick en Washington.
Western Maryland is landelijker dan het Baltimore-Washington gebied. Zelfs Frederick en Washington, die beide tot het sterk verstedelijkte gebied horen, zijn minder stedelijk dan de steden rond Baltimore en Washington D.C.. Veel mensen gebruiken nog steeds een variëteit van zelfvoorzieningslandbouw om in leven te blijven, en er zijn maar weinig steden met meer dan 10.000 inwoners, met de meest in het oog springende uitzonderingen Cumberland, Frederick en Maryland. Het gebied wordt geprezen om zijn landschapsschoon in het oostelijke gedeelte en de bergachtige gebieden in zijn westelijke gedeelte. Het gebied wordt vaak gezien als een gedeelte van de Appalachen, en van de oostelijkste twee county's wordt gezegd dat de mensen meer gericht zijn op Pittsburgh dan op de staat zelf. Garrett, de oostelijkste county, geeft op het gebied van marketing en sporten zich meer aan als een gedeelte van Pittsburgh of West-Virginia dan als een gedeelte van Maryland.
Western Maryland heeft een zeer landelijke economie. Het bekendste product zijn de appels uit Allegany Valley, maar ook aardappels, bonen, maïs en bladgroente zijn zeer gewild. Boerderijen die zowel gewassen verbouwen als vee houden zijn geen zeldzaamheid, en de regio kent talloze zuivelboerderijen. Er is ook een groeiende toeristenindustrie, en gebieden als Deep Creek Lake in Garrett worden goed bezocht. Garrett County is ook zeer bekend door zijn talloze State Park en buitenactiviteiten. Maryland's enige ski-resort, het Wisp Ski Resort, is in Garrett County in de omgeving van Oakland gesitueerd.

## Belangrijkste gemeenschappen

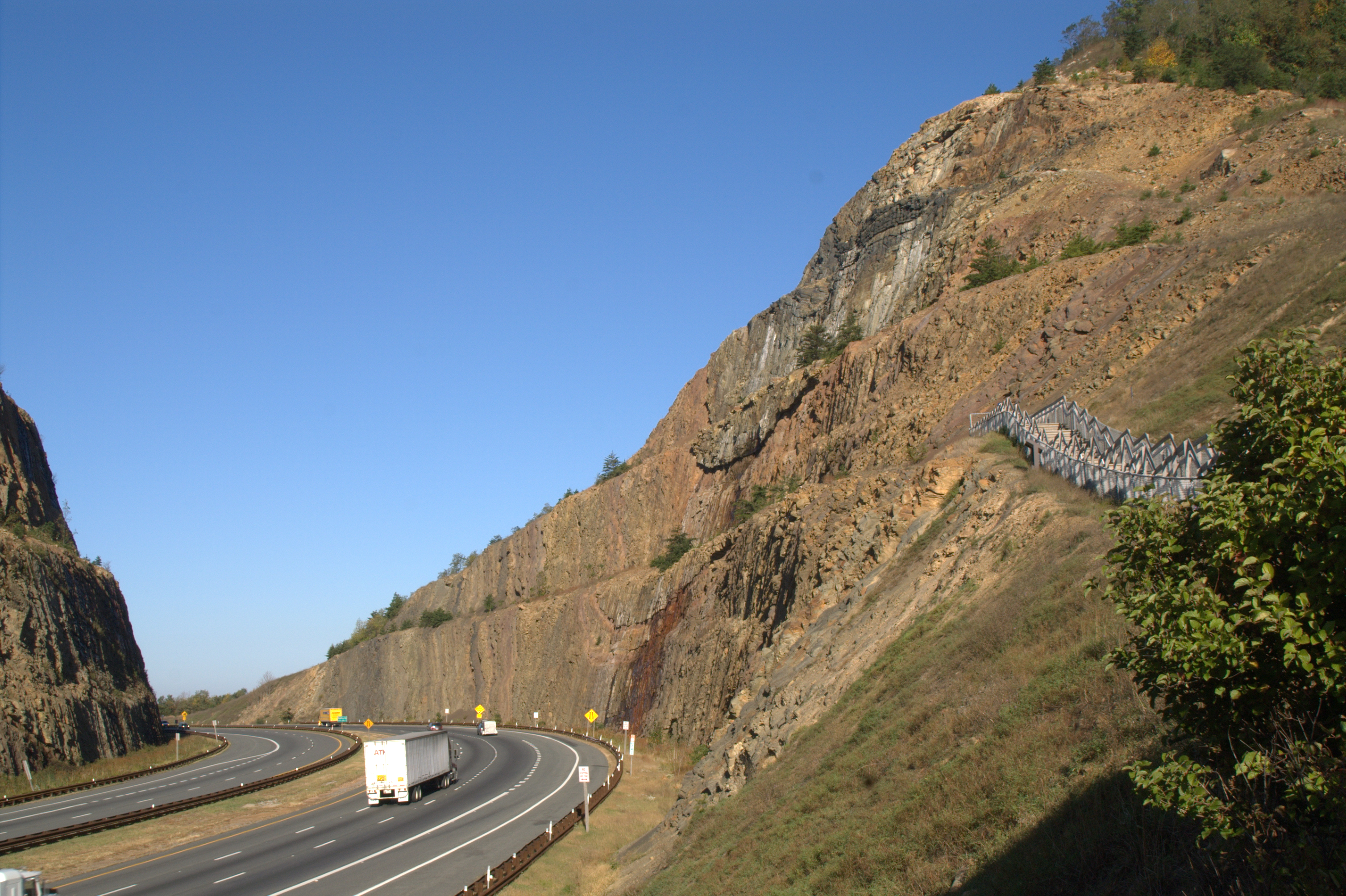
Handgemaakte bergpas van de Interstate 68, door Sideling Hill, in de buurt van Hancock.

- Boonsboro
- Brunswick
- Cumberland
- Emmitsburg
- Frederick
- Frostburg
- Hagerstown
- Hancock
- Middletown
- Mount Airy
- Mountain Lake Park
- Oaktown
- Smithsburg
- Thurmont
- Walkersville
- Westernport
- Williamsport